# Australobius rectifrons
Australobius rectifrons är en mångfotingart som först beskrevs av Carl Graf Attems 1907.  Australobius rectifrons ingår i släktet Australobius och familjen stenkrypare. Inga underarter finns listade i Catalogue of Life.